# Лалапаша (околия)
Околия Лалапаша (на турски: Lalapaşa ilçesi) е околия, разположена във вилает Одрин, Турция. Общата й площ е 497 км2. Според оценки на Статистическия институт на Турция през 2022 г. населението на околията е 6 225 души. Административен център е град Лалапаша.

## Населени места
Околията се състои от 28 населени места – 1 град и 27 села.
Град
- Лалапаша

Села
- Бююкоюнлю (Büyüköğünlü)
- Вайсал (Vaysal)
- Демиркьой (Demirköy)
- Доганкьой (Doğanköy)
- Домбай (Dombay)
- Йомероба (Ömeroba)
- Каваклъ (Kavaklı)
- Калкансьогют (Kalkansöğüt)
- Кючюнлю (Küçünlü)
- Ортакчъ (Ortakçı)
- Провадия (Sinanköy)
- Саксаган (Saksağan)
- Саръданишмент (Sarıdanişment)
- Сюлейманданишмент (Süleymandanişment)
- Ташлъмюселим (Taşlımüsellim)
- Туглалък (Tuğlalık)
- Узунбаир (Uzunbayır)
- Хаджибабатеке (Çalıdere)
- Хаджилар (Hacılar)
- Хамзабейли (Hamzabeyli)
- Ханлъиндже (Hanlıyenice)
- Хюсеинпънар (Hüseyinpınar)
- Чатма (Çatma)
- Чоке (Hacıdanişment)
- Чьомлек (Çömlek)
- Чьомлекакпънар (Çömlekakpınar)
- Юнлюдже (Yünlüce)